# Arroyo Sarandí Grande (Maldonado)
El arroyo Sarandí Grande es un curso de agua uruguayo que atraviesa el departamento de  Maldonado perteneciente a la cuenca hidrográfica de la laguna Merín.
Nace en la Sierra Valdivia y desemboca en el arroyo del Aiguá tras recorrer alrededor de  20 km.